# Александер Флеминг
Александер Флеминг (енгл. Alexander Fleming; Дарвел, 6. август 1881 — Лондон, 11. март 1955) је био шкотски микробиолог. Био је професор бактериологије у Лондону и постао директор Института за вакцине.
Године 1928. је из гљиве Penicillium notatum изоловао први антибиотик, пеницилин. Нобелову награду за медицину 1944. године поделио је са енглеским биохемичарем Чејном и аустралијским лекаром Флоријем, који су његов изум први пут применили. Овај антибиотик почео је да се индустријски производи 1943. године.
Једна улица у Београду носи његово име.

## Биографија
Флеминг је рођен на фарми у Локфилду у близини Дарвела у Ајрширу, у Шкотској, као седмо дете његовог оца (имао је по четири са првом и другом супругом). Основно образовање стекао је у школама Лаудон и Дарвел, те Килмарнок академији пре него што се преселио у Лондон, код старијег брата Томаса, који је био окулиста. У Лондону се даље школовао на Краљевском политехничком универзитету.
У време Бурског рата, Александер и двојица његове браће, Џон и Роберт, придружили су се одреду добровољаца шкотске регименте у Лондону (енгл. London Scottish Regiment) 1900. године (али њихова јединица није напуштала Велику Британију).
Након што је у Лондону четири године радио као чиновник на пословима шпедиције, од ујака је наследио нешто новаца (250 фунти стерлинга). Пошто се Александеров старији брат Томас већ бавио медицином као окулиста, он му је препоручио да одабере исту професију. У помоћ стипендије и наслеђеног новца, Александер Флеминг је 1901. године почео да студира медицину у Сент Мери болничкој медицинској школи у Падингтону која ће постати његова алма матер. Дипломирао је изврсним оценама 1906. године.
Одмах након тога придружио се истраживачком оделу Медицинске школе болнице Сент Мери, као асистент бактериолог код сер Алмрота Рајта, пионира на пољу имунологије и вакцина. Флеминг је, изучавајући бактериологију, наставио свој научни рад поново са одличним резултатима, тако да је дипломирао медицинске науке (енгл. Bachelor of Medicine, Bachelor of Surgery) а Универзитет у Лондону доделио му је златну медаљу као најбољем студенту медицине 1908. године.
Између 1909. и 1914. године Александер Флеминг је водио успешну приватну праксу као венеролог. Био је ожењен медицинском сестром из Ирске, по имену Сара Марион Макелрој. Њихов син Роберт се такође бавио медицином. Флеминг је био један од првих који је у Великој Британији примењивао арсфенамине (салварсан) за лечење сифилиса.
До 1914. године, Флеминг је радио и као предавач у школи Ст. Мери. Током Првог светског рата служио је у чину капетана у Краљевском војном медицинском корпусу. У импровизираној лабораторији у Француској проучавао је инфекције рана. Александер Флеминг се вратио у Болницу Сент Мери 1918. године и радио на позицији помоћника директора Департмана за инокулацију (енгл. Inoculation Department).
Постао је професор бактериологије на Универзитету у Лондону 1928. године, професор емеритус бактериологије 1948. године а 1951. године изабран је за ректора Универзитета у Единбургу.
Чланом Краљевског друштва, Флеминг постаје 1943. године. Титулу витеза носио је од 1944. године. Нобелова награда за физиологију или медицину додељена је равноправно Флемингу, Флориху и Чејну 1945. године. Прва Флемингова супруга умрла је 1949. године а 1953. године оженио је Амалију Каутсорис-Војурика, медицинску радницу из Грчке која је 1946. године дошла у Лондон да ради са њим.
Умро је 11. марта 1955. године у 73. години живота. Уз државне почасти, његови посмртни остаци сахрањени су у Катедрали Светог Павла у Лондону.

## Прва открића
Са искуствима из Првог светског рата, током којег је био сведок смрти великог броја војника због септихемије, Александер Флеминг се посветио истраживању антибактеријских агенса. Антисептици кориштени у третману рана задобијених у борби, уништавали су имунолошки систем пацијента брже него што су убијали бактерије. У чланку објављеном у медицинском журналу The Lancet за време Првог светског рата, Флеминг је објаснио зашто антисептици убијају војнике чешће него болести. Антисептици су деловали правилно на кожи, али у дубоким ранама криле су се анаеробне бактерије и чинило се да антисептици превасходно убијају корисне агенсе уместо да штите пацијента. Антисептици нису уопште спречавали гангрену већ су је поспешивали пошто су убијали леукоците. Препоручио је једноставну употребу благог физиолошког раствора за одржавање рана чистим. Сер Алмрот Рајт је снажно подржао Флемингове закључке. Упркос свему, већина војних доктора током Првог светског рата није смањила употребу антисептика, чак ни када су тиме погоршавали стање пацијената.
Осим тога, приметио је да је фагоцитоза била интензивнија код рана задобијених у рату него код других рана. На основу тога саветовао је хирурзима да што пре уклањају сво некротично ткиво. Иако су каснија Флемингова открића засенила претходно описана, сматра се да му највеће заслуге припадају управо за доказивање штетности антисептика по ткива људског тела када се не примењују правилно.
У новембру 1921. године Флеминг је открио лизозим, ензим који се налази у телесним течностима као што су салива и сузе, са благим антисептичким деловањем. То је било прво од његових великих открића, а до њега дошао случајно. Наиме, тада је био прехлађен и док се налазио над једном Петријевом посудом која је садржала културу бактерија, кап слине из његовог носа пала је у посуду. Претпостављајући да секрет из носа може имати неки утицај на раст и размножавања бактерија спровео је експеримент којим је покушао да докаже постојање бактериофага у слини. Након неколико недеља било је видљиво да су се бактерије „растопиле”. Врло сличне резултате постигао је и са секретима здравих колега, укључујући и сузе. Тако је дошао до закључка да се ради о ензиму - бактериофагу који делује тако да разара ћелијски зид бактерије. По томе је и назван „лизозим” (од: старогрчког λύσις/lizis - растварање, деградација и ензим).
Флеминг је ово откриће сматрао за свој најбољи научни рад. Нажалост, лизозим не делује на бактерије са јаким патогеним деловањем.

## Откриће пеницилина
Пеницилин је један од првих антибиотика који су откривени. Флеминг је записао: "Када сам се 28. септембра 1928. године пробудио одмах након свитања, сигурно да нисам планирао да револуционизујем комплетну медицину открићем првог антибиотика на свету... Али, претпостављам да сам управо то урадио."
Флеминговом открићу пеницилина претходиле су студије плесни у ранијим декадама. Први научни рад о способностима плесни које уништавају бактерије објавио је Џон Бартон 1870. godine. Винченцо Тиберио 1895. године
 и Бартоломео Госио 1896. године спровели су слична истраживања.
Кратко време након што је постављен на позицију професора бактериологије, радећи у лабораторији, Флеминг је приметио да је култура бактерије Staphylococcus aureus на којој је радио била контаминирана гљивицом, касније идентификованом као Penicillium notatum (класификована као P. chrysogenum). (Ова ретка гљивица је вероватно била пренета из друге лабораторије.) Пошто је колонија бактерија око гљивице била уништена, Флеминг је сматрао да је наишао на још један ензим, снажнији од лизозима, па је одмах наставио даља истраживања. Ефикасност гљивице је потврђена и на другим врстама бактерија, са више него задовољавајућим ефектима против стрептокока, стафилокока, бацила дифтерије и антракса. Међутим, није била ефикасна против тифуса (због ниске концентрације).
Пеницилин је имао изузетно снажно антибиотичко деловање али поставио се проблем његове производње у довољним количинама. Флеминг је настојао да пронађе начин, као у случају лизозима, за екстракцију чисте, активне материје, а не само сировог филтрата. Постизање тог циља захтевало је мултидисциплинарни тимски рад. Радећи само са двојицом младих истраживача, Флеминг није успео да стабилизује и рафинира пеницилин. Ипак, указао је на клинички потенцијал пеницилина и као антисептика и као антибиотика.
Пеницилин је имао широку примену већ у време Другог светског рата, јер је тим научника које је предводио Хауард Флори на Универзитету у Оксфорду успео да издвоји лековиту супстанцу у чистом облику. Хауард Флори, Аустралијанац који се бавио експерименталном патологијом и Ернст Борис Чејн, јеврејски хемичар који се склонио од нацистичке Немачке, на Универзитету у Оксфорду су 1939. године наставили Флемингов рад на пеницилину. Применивши технику лиофилизације, Флори и Чејн су успели да издвоје лек у чистом облику, који је био око милион пута активнији него Флемингова сирова супстанца из 1928. године. Своје резултате о успешном третману инфицираних белих мишева објавили су 1940. године. Потпуно успешан тест на људском бићу изведен је 1942. године; тек тада је била на располагању довољна количина лека. Фабрике у Енглеској и САД су 1943. године почеле да производе пеницилин у великим количинама за војне потребе. Већ 1944. године „чудотворни лек” постао је доступан и за цивилну употребу.
Флеминг никада није узимао новац за откриће пеницилина. Након доделе Нобелове награде обишао је САД где био дочекан као херој. Америчка хемијска индустрија прикупила је 100.000 долара у знак захвалности за Флемингов допринос медицини. Флеминг није прихватио тај новац за себе већ га је искористио за истраживање у школи Ст. Мери.
Иако су Хауард Флори, његов сарадник Ернст Чејн и Флеминг равноправно делили заслуге за Нобелову награду, њихов међусобни однос реметило је питање ко би требао бити најзаслужнији за пеницилин.